# Cancan
Cancan er en parisisk varietédans, som var populær fra 1830'erne til 1900. Den fremføres i 2/4-takt af kvinder klædt i lange kjoler og skørter, der løftes med høje benspjæt, som symboliserer en afsparkning af herrernes hatte. Da underbenklæder ikke hørte til damernes påklædning, blev den populær på de parisiske klubber pga. dens uanstændighed .
Cancan danses i operetten Orfeus i Underverden af Jacques Offenbach, som var meget populær i Paris fra midten af 1800-tallet. Dansen spiller en vigtig rolle i filmen Moulin Rouge.
| Dans | Spire Denne artikel om dans eller danseudtryk er en spire som bør udbygges. Du er velkommen til at hjælpe Wikipedia ved at udvide den. |